# 905
Évszázadok: 9. század – 10. század – 11. század
Évtizedek: 850-es évek – 860-as évek – 870-es évek – 880-as évek – 890-es évek – 900-as évek – 910-es évek – 920-as évek – 930-as évek – 940-es évek – 950-es évek
Évek: 900 – 901 – 902 – 903 –  904 – 905 – 906 – 907 – 908 – 909 – 910

## Események

### Európa
- Az itáliai nemesség egy frakciója (élén I. Adalbert ivreai őrgróffal) behívja Lajos provence-i királyt, aki korábbi esküjét megszegve bevonul Itáliába és megszállja Paviát (a fővárost) és Veronát. I. Berengár itáliai király magyar és bajor csapatok segítségével legyőzi és elfogja Lajost, akit megvakíttat, hogy alkalmatlanná tegye az uralkodásra. Lajos visszatér Provence-ba és állapota miatt a kormányzást unokatestvérére, Hugó arles-i grófra bízza.
- A baszk nemesség fellázad Fortún Garcés pamplonai király ellen és unokájának, Todának férjét, Sancho Garcést választják meg királynak. Fortún kolostorba vonul.
- A bolgár Preszlavi Szent Naum kolostort alapít az Ohridi-tó partján.

### Abbászida Kalifátus
- Az Egyiptom visszaszerzésére indult abbászida sereg eléri a főváros Fusztátot. A reménytelen helyzetbe került Sajbán túlúnida kormányzó kapitulál. Új kormányzót neveznek ki, a Túlúnida dinasztia tagjait és az egyiptomi hadsereget Bagdadba indítják. Palesztinában az egyiptomi katonák Muhammad ibn Ali al-Halandzsí vezetésével fellázadnak, visszatérnek Egyiptomba és elfoglalják Fusztátot; az új kormányzó Alexandriába menekül. Al-Muktafí kalifa új sereget küld Egyiptomba, amely leveri a felkelést.

### Kelet-Ázsia
- Kína tényleges ura, Csu Ven hadúr meggyilkoltatja Aj bábcsászár testvéreit, valamint 30 volt magasrangú hivatalnokot és hadvezért.
- Észak-Vietnamban Khúc Thừa Dụ elűzi a kínai kormányzót és bár formálisan a Tang-dinasztia vazallusa marad, gyakorlatilag kivívja a régió önállóságát.
- Daigo japán császár utasítást ad a Kokin vakasú versantológia elkészítésére.

## Születések
- május 17. – VII. (Bíborbanszületett) Kónsztantinosz, bizánci császár
- Abu l-Miszk Káfúr, egyiptomi vezír
- II. Fulkó, anjou-i gróf

## Halálozások
- III. Jahjá ibn al-Kászim, idríszida emír

## Fordítás
- Ez a szócikk részben vagy egészben  a(z)   905 című angol Wikipédia-szócikk ezen változatának fordításán alapul.  Az eredeti cikk szerkesztőit annak laptörténete sorolja fel. Ez a jelzés csupán a megfogalmazás eredetét és a szerzői jogokat jelzi, nem szolgál a cikkben szereplő információk forrásmegjelöléseként.